# Brooklynn Prince
Brooklynn Prince ist eine US-amerikanische Kinderdarstellerin.

## Leben
Die aus Winter Springs bei Orlando stammende Brooklynn Prince stand für eine Reihe von Fernsehwerbespots vor der Kamera bevor sie in Robo-Dog: Airborne von Anthony Steven Giordano ihre erste Filmrolle erhielt und Mira Perry spielte. Der Film wurde im März 2017 in den USA auf DVD veröffentlicht.
Für die Rolle von Moonee im Film The Florida Project  von Sean Baker, der im Mai 2017 im Rahmen der Filmfestspiele von Cannes 2017 in der Nebenreihe Quinzaine des réalisateurs seine Weltpremiere feierte und im September 2017 beim Toronto International Film Festival 2017 gezeigt wurde, erhielt sie von Filmkritikern für ihre schauspielerische Leistung überdurchschnittlich viel Zuspruch. Einige Kritiker erachteten ihre Leistung gar als Oscar-würdig. Jordan Hoffman von The Guardian sagt, sie spiele Moonee wie eine Naturgewalt und dabei einfach verdammt süß. Brooklynn Prince war sowohl bei der Premiere in Cannes wie auch bei der Premiere in Toronto anwesend. Im Rahmen der Gotham Awards 2017 wurde sie als beste Nachwuchsschauspielerin nominiert. Eine größere Rolle erhielt sie auch im Film Monsters at Large von Jason Murphy, der im März 2018 in die US-Kinos kam. Anfang Januar 2018 wurde bekannt, dass Brooklynn Prince eine Rolle im Film The Turning von Floria Sigismondi erhalten hat und darin an der Seite von Mackenzie Davis und Finn Wolfhard spielt. Im Januar 2019 drehte sie mit Unterstützung von Sean Baker ihren ersten Film als Regisseurin, den Kurzfilm Colours.
Brooklynn Prince lebt in Orlando.

## Filmografie
- 2017: Robo-Dog: Airborne
- 2017: The Florida Project
- 2018: Monsters at Large
- 2019: The LEGO Movie 2
- 2020: Die Besessenen (The Turning)
- 2020: Der einzig wahre Ivan (The One and Only Ivan)
- 2020–2021: Home Before Dark (Fernsehserie, 20 Episoden)
- 2021: Life in Space (Settlers)
- 2023: Cocaine Bear
- 2023: Das Erwachen der Jägerin (The Marsh King’s Daughter)
- 2024: Little Wing

## Auszeichnungen
Alliance of Women Film Journalists EDA Award
- 2017: Auszeichnung in der Kategorie Best Breakthrough Performance (The Florida Project)[15][16]

Critics’ Choice Movie Awards
- 2018: Auszeichnung als Beste Jungdarstellerin (The Florida Project)[17]

Dublin Film Critics’ Circle Award
- 2017: Nominierung als Beste Nachwuchsdarstellerin (The Florida Project)[18]

Gotham Awards
- 2017: Nominierung als Beste Nachwuchsschauspielerin (The Florida Project)[19][20]

Hollywood Critics Association Award
- 2020: Aufnahme in die Next Generation of Hollywood

Los Angeles Online Film Critics Society Awards
- 2018: Nominierung als Beste Jungdarstellerin[21]

Phoenix Film Critics Society Award
- 2017: Nominierung als Beste Nachwuchsschauspielerin (The Florida Project)
- 2017: Nominierung als Beste Jungschauspielerin (The Florida Project)[22]

Washington D.C. Area Film Critics Association Award
- 2017: Auszeichnung als Beste Jungdarstellerin[23]